# Bahman Mohassess
Bahman Mohassess (en persan بهمن محصص), né le 1er mars 1931 à Rasht, Iran – mort le 28 juillet 2010 à Rome, est un peintre, sculpteur, poète, auteur de pièces de théâtre et traducteur iranien.

## Biographie
Bahman Mohassess a été formé dans l'atelier de Sayad Mohammad Habib-e-Mohammadi, artiste ayant fait ses études à l'Académie des beaux-arts de Moscou. Bahman a été profondément marqué par l'enseignement de Sayad, notamment par la préparation des toiles et des couleurs pour la peinture. Même si Bahman s'est inscrit à l'Académie des beaux-arts de Téhéran, il n'a pas fréquenté les cours du fait des troubles politiques (nationalisation du pétrole iranien par Mohammad Mossadegh) ; il a participé à un groupe d'avant-garde iranien animé par le peintre cubiste Djalil Ziapour, le poète dadaïste Hushang Irani et les écrivains Gharib et Shirwabi. 
Bahman, après le renversement du gouvernement de Mossadegh, quitte l'Iran pour l'Italie en août 1954 ; il s'installe à Rome où il fréquente le peintre et poète iranien Manoutcheher Shaybani et l'Académie des beaux-arts. Il y suit les cours de Ferruccio Ferrazzi où il rencontre Mario Canali. 
Il revient à Téhéran en 1964 et y séjourne jusqu'en 1968. En mai 1968, Bahman se rend à Paris puis retourne à Rome où, durant dix ans, il pratique presque exclusivement la sculpture. Pendant ce temps, ses œuvres restées en Iran furent pour la plupart détruites ou dispersées par les mollahs après la Révolution iranienne. Bahman a lui-même détruit un grand nombre ses œuvres, les considérant comme des choses inutiles qu'il ne voulait pas laisser à la postérité. L'artiste a vécu jusqu'à la fin de sa vie en exil à Rome.

## Expositions
Bahman n'avait pas de goût pour les expositions personnelles. Il leur préférait les expositions collectives ; il a notamment participé à certaines Biennales de Venise et de São Paulo. Ses premières expositions monographiques se sont tenues à la Galleria San Marco et à la Galleria Incontro.